# بيير إدمون بواسييه
بيير إدمون بواسييه (Pierre Edmond Boissier) كان عالم نبات ومستكشفًا وعالم رياضيات سويسري، ولد في 25 مايو 1810 بجنيف (سويسرا) وتوفي في 25 سبتمبر 1885 بفالير سو رانس (سويسرا).